# Une nuit au Châtelet
Albums de Raphael
Résistance à la nuit
(2006) Je sais que la terre est plate
(2008)
Une nuit au Châtelet est le deuxième album enregistré en public de Raphael sorti le 26 février 2007. Il reprend des titres extraits des concerts acoustiques donnés au Théâtre du Châtelet, à  Paris, les 2 et 3 octobre 2006 lors de la tournée qui a suivi la sortie de l'album Caravane.

## Liste des titres
| No  | Titre                   | Paroles                     | Musique                             | Durée |
| --- | ----------------------- | --------------------------- | ----------------------------------- | ----- |
| 1.  | Happe                   | Alain Bashung - Jean Fauque | Alain Bashung                       | 3:24  |
| 2.  | J'l'ai pas touchée      | Boris Bergman               | Christophe                          | 4:17  |
| 3.  | C'est bon aujourd'hui   | Raphael Haroche             | Raphael Haroche                     | 3:22  |
| 4.  | 1900                    | Raphael Haroche             | Raphael Haroche                     | 4:21  |
| 5.  | Élégie funèbre          | Gérard Manset               | Gérard Manset                       | 4:37  |
| 6.  | Ceci n'est pas un adieu | Raphael Haroche             | Raphael Haroche                     | 3:23  |
| 7.  | Élisa                   | Serge Gainsbourg            | Michel Colombier - Serge Gainsbourg | 3:15  |
| 8.  | Caravane                | Raphael Haroche             | Raphael Haroche                     | 3:54  |
| 9.  | Sur mon cou             | Jean Genet                  | Jacques Annet - Martin Annet        | 4:17  |
| 10. | Les Petits Bateaux      | Raphael Haroche             | Raphael Haroche                     | 3:38  |
| 11. | Saint-Étienne           | Bernard Lavilliers          | Bernard Lavilliers                  | 3:06  |
| 12. | Des mots                | Raphael Haroche             | Raphael Haroche                     | 4:06  |
| 13. | Sur la route            | Raphael Haroche             | Raphael Haroche                     | 3:49  |
| 14. | Poste restante          | Raphael Haroche             | Raphael Haroche                     | 3:08  |
| 15. | Ne partons pas fâchés   | Raphael Haroche             | Raphael Haroche                     | 5:28  |
| 16. | Une petite cantate      | Barbara                     | Barbara                             | 3:42  |
| 17. | Et dans 150 ans         | Raphael Haroche             | Raphael Haroche                     | 4:39  |

## Musiciens
- Piano : Mike Garson
- Basse et contrebasse : Simon Edwards
- Accordéon : Daniel Mille
- Percussions : Denis Benarrosh

## Classements
| Pays                   | Meilleure position | Entrée       | Sortie        |
| ---------------------- | ------------------ | ------------ | ------------- |
| France                 | 43                 | 3 mars 2007  | 2 juin 2007   |
| Belgique (Francophone) | 31                 | 10 mars 2007 | 21 avril 2007 |
| Suisse                 | 84                 | 11 mars 2007 | 18 mars 2007  |